# Carl Oesterley junior
Karl (Carl) August Heinrich Ferdinand Oesterley (né le 23 janvier 1839 à Göttingen, mort le 16 décembre 1930 à Altona) est un peintre allemand.

## Biographie
Comme ses sœurs Marie (de) et Luise, Carl reçoit ses premières leçons de dessin de la part de son père du même nom (de). Il va à l'école polytechnique de Hanovre puis en 1857 à l'académie des beaux-arts de Düsseldorf où Ernst Deger et Eduard Bendemann sont ses professeurs.
Lors d'un séjour à Lübeck en 1865, pendant qu'il copie une Passion de Hans Memling, il découvre la peinture architecturale et paysagère et se consacre totalement au paysage. Il se fait un nom dans ce domaine. En 1870, il choisit ses motifs principalement en Norvège, où il fait de nombreux voyages d'études. Il s'installe à Hambourg et devient membre d'une association d'artistes.